# Ловац (часопис, 1896)
Ловац је био први часопис за лов, шумарство и рибарство у Србији. Био је гласило Савеза ловачких удружења у Србији (касније Ловачки савез Србије). Доносио је вести о раду ловачких удружења, као и оне „из лова”. Први број изашао је 1896, исте године када је основан и Савез. Излазио је до 1963. године, са прекидима током Првог и Другог светског рата. На самом почетку оснивање овог стручног часописа помогли су ловци и ловачка удружења, а његову публикацију наставила су касније и бројна ловачка удружења и савези ловачких дружина.
Године 2009. покренут је нови часопис Ловац, као лист Ловачког савеза Србије и званично настављач традиције часописа Ловац из 1897. године.

## Периодичност
Часопис је у почетку излазио једном месечно, да би у периоду 1900 — 1902. то било два пута, сваког 15. и 30. у месецу. Од 1903. поново излази једном месечно, а од 1926. двомесечно или повремено. Могао је да се купује и у иностранству, а од 1926. био је бесплатан за чланове удружења.
Балкански ратови доводе до престанка рада Савеза и удружења, а на њих се надовезује и Први светски рат, па се Савез обнавља тек око 1920. Током Другог светског рата ловачка друштва су практично престала са радом, па је и Савез поново, у периоду од 1941 до 1945. године, обуставио своје активности. Као гласило Савеза часопис је такође имао прекиде у излажењу, тачније имао је три периода када је редовно излазио:
- 1896—1915
- 1920—1941
- 1945—1963

Године 1945. публикација је објављена као годишњак Савеза ловачких удружења Србије.

### НовиЛовациз 2009
Године 2009. поново је покренут часопис Ловац. Први број изашао је у октобру те године, а главни и одговорни уредник био је Јеремија Трифуновић. Године 2019. часопис је редизајниран и представљен на међународном сајму Лорист у Новом Саду, на штанду Ловачког савеза Србије.

## Историјски значај
Часопис Ловац даје увид у историју лова у Србији, указује како на настајање лова и ловства, тако и на очување велике ловачке баштине кроз бројна истраживања и записе. Године 2022. изашла је из штампе књига Часопис Ловац – весник ловачке штампе у Србији која даје репринт првог броја часописа из 1896. године. Књигу је написао Света Маџаревић, један од хроничара и историчара лова на нашим просторима, који је до сада написао 40 књига о лову, а од 2016. је и уредник новог часописа Ловац, покренутог 2009. године.